# Sant Josep de sa Talaia
Sant Josep de sa Talaia (hiszp. San José)  – miasto w Hiszpanii, we wspólnocie autonomicznej Baleary, na Ibizie. W 2013 liczyło 26 073 mieszkańców.